# Лепеница (Тешањ)
Лепеница је насељено мјесто у Босни и Херцеговини у општини Тешањ које административно припада Федерацији Босне и Херцеговине. Према попису становништва из 1991. у насељу је живјело 1.382 становника.

## Становништво
| Националност       | 1991.          | 1981.          | 1971.          |
| Муслимани          | 1.360 (98,40%) | 1.462 (98,71%) | 1.176 (98,24%) |
| Хрвати             | 6 (0,43%)      | 5 (0,33%)      | 5 (0,41%)      |
| Срби               | 3 (0,21%)      | 2 (0,13%)      | 12 (1,00%)     |
| Југословени        | 3 (0,21%)      | 10 (0,67%)     | 1 (0,08%)      |
| остали и непознато | 10 (0,72%)     | 2 (0,13%)      | 3 (0,25%)      |
| Укупно             | 1.382          | 1.481          | 1.197          |